# Juridisch medewerker
Een juridisch medewerker of medewerkster is een persoon die in dienst is bij een instelling of bedrijf en daar werkzaamheden verricht op het gebied van het recht.
Juridische medewerkers zijn vaak werkzaam bij gemeentes, overheid en 
andere openbare instellingen, maar ook bij bedrijven. Ze zijn onder andere werkzaam op terreinen zoals ruimtelijke ordening, milieurecht en bezwaar. Juristen die bij de overheid werkzaam zijn, worden ook vaak juridisch beleidsmedewerkers genoemd. 